# Hermaringen
Hermaringen is een plaats in de Duitse deelstaat Baden-Württemberg, en maakt deel uit van het Landkreis Heidenheim.
Hermaringen telt 2.238 inwoners.

## Geboren
- Georg Elser (1903-1945), meubelmaker en verzetsstrijder (pleegde in 1939 een aanslag op Hitler)